# Coglès
Coglès korábbi község Franciaországban, Ille-et-Vilaine megyében. Lakosainak száma 657 fő (2018. január 1.). Coglès Le Ferré, Montours, Saint-Brice-en-Coglès, Saint-Ouen-la-Rouërie, La Selle-en-Coglès, Tremblay, Argouges, Carnet és Montanel községekkel határos.
2017. január 1-jén Montours és La Selle-en-Coglès korábbi községgel egyesült és az így létrejött Les Portes du Coglais új község része lett.

## Népesség
A település népességének változása:
| Lakosok száma | 795  | 730  | 652  | 609  | 566  | 648  | 649  | 652  | 669  | 657  |
|               | 1968 | 1975 | 1982 | 1990 | 1999 | 2011 | 2013 | 2015 | 2017 | 2018 |